# Růžena Limská

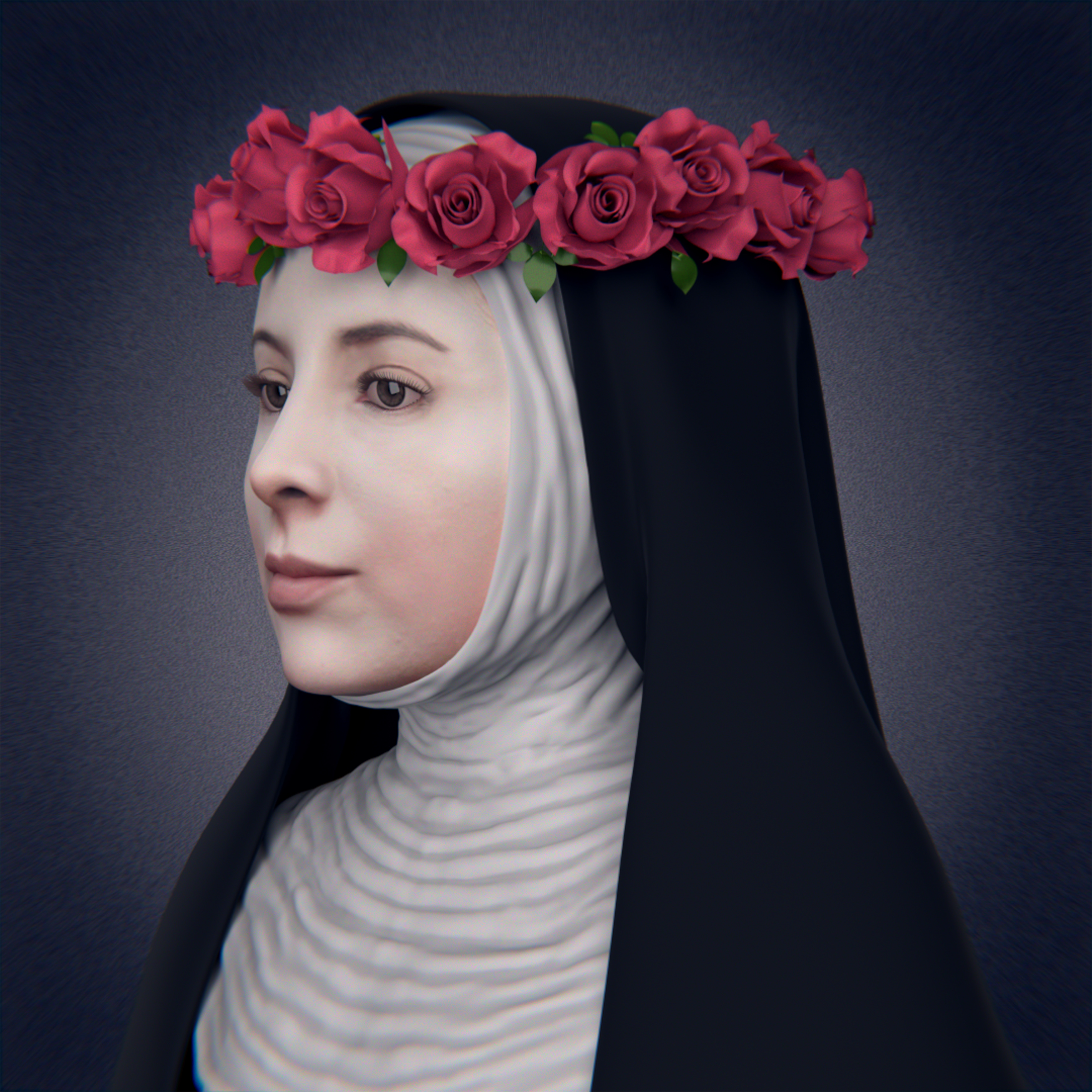
Rekonstrukce vzhledu podle Cícera Moraese

Svatá Růžena Limská nebo také Růžena z Limy (20. dubna 1586 Lima – 24. srpna 1617 Lima) byla první kanonizovaná osoba na jihoamerickém kontinentu a stala se tak jeho hlavní patronkou. Byla známa svojí starostlivostí a péčí o peruánské indiány, kteří v té době žili na okraji společnosti. Když roku 1617 zemřela, davy lidí natolik chtěly naposledy spatřit její ostatky a uctít její památku, že pohřeb musel být několikrát odložen.

## Život

### Původ
Původním jménem Isabela de Flores y del Oliva, se narodila 20. dubna 1586 v Limě, v hlavním městě tehdejšího španělského místokrálovství Peru. Její rodiče, otec Gaspar del Flores a matka Maria del Oliva byli šlechtici španělského původu, do Jižní Ameriky emigrovali dávno před jejím narozením. Isabela byla desátá z třinácti dětí a už jako malé děvčátko silně inklinovala ke křesťanské víře. Její indiánská chůva jí říkala Rosa (Růžena) – podle staré indiánské tradice dívky dostávaly jména podle květin, aby se zdůraznila jejich krása. Jiné zdroje zase hovoří o legendě, ve které jméno Růžena dostala po zjevení růže nad její kolébkou. Ať už to bylo jakkoli, když ji pak v jedenácti letech biskup Toribio (sv. Turibius) biřmoval, zvolila si právě toto druhé jméno. Vřelý vztah s chůvou pak byl jedním z důvodů, proč svou snahu pomáhat druhým soustředila právě na indiánské obyvatelstvo.

### Mládí
Růžena údajně začala s asketickým životem v neuvěřitelně nízkém věku. Bylo jí teprve pět let, když se rozhodla, že se bude každý druhý den postit. V šesti letech si do sváteční korunky schovala jehly, aby potlačila marnivost. Upřímně se děsila hříchu, proto pro ni silné odříkání a fyzické oběti byly samozřejmostí. Neobyčejné sebeovládání prokázala také při amputaci prstu, který si rozdrtila; v průběhu bolestivého zákroku prý nevydala ani hlásku. Když její rodina zchudla následkem nevydařených spekulací s tamními doly, začala tvrdě pracovat, aby mohla své blízké finančně podporovat. Šila, prodávala po domech své výšivky a také pěstovala květiny, které pak prodávala na trhu. Díky tomu se také stala patronkou květinářů a zahradníků.
Růžena vyrostla ve výjimečně krásnou dívku, rodiče ji proto chtěli provdat za bohatého mladíka. Ona ale byla rozhodnutá dát přednost duchovnímu životu. Aby zmařila svůj plánovaný sňatek, nejen že si ostříhala své krásné dlouhé vlasy, ale také si údajně třela obličej pepřem a ruce si máčela ve vápenném louhu. Bála se, že by její krása mohla i dále vzbuzovat u druhých pokušení. Rodina, obzvláště matka, s jejím rozhodnutím stát se řeholnicí nejprve nesouhlasila, dokonce ji za její přesvědčení a silné odpírání kárala.

### Duchovní život
Ve dvaceti letech se jí splnil sen – dne 10. srpna 1606 vstoupila do třetího řádu sv. Dominika. Jejím vzorem se stala Kateřina Sienská, jejíž texty ji okouzlily a staly se pro ni vzorem kontemplativní mystiky. Protože milovala samotu, vyprosila si u rodičů svolení vytvořit si pro své rozjímání poustevnu ze starého altánu v odlehlém koutě zahrady. V drobné chýši, kterou s pomocí bratra postavila z prken a platanového listí, měla pouze prosté asketické lůžko, skládající se ze sedmi polen spojených řemeny. Mezi ně nasypala střepy a kamínky.
V tomto útočišti se pak oddávala četbě duchovních knih a dlouhým modlitbám, které ji přivodily celou řadu mystických zážitků. Ve chvílích svého nejhlubšího oddání se Bohu nosila žíněnou košili kajícnic, kovanou trnovou korunu a bičovala se koženými řemínky. Také téměř nepřijímala potravu a údajně spala jen dvě až tři hodiny denně, zbytek času se věnovala práci nebo modlitbě. Její hluboká spiritualita a extrémní pokání vzbuzovalo u obyvatel Limy úžas i pohoršení. Někteří ji považovali za bláznivou, jiní ji naopak začali navštěvovat.
Během let se pověsti o jejím odříkání a extázích mezi lidmi natolik rozšířily, že se některé její vize staly předmětem církevního šetření. Přestože ji řada lidí za její způsob života kritizovala nebo dokonce odsuzovala, ona sama nikdy nepřestala věřit tomu, co jí v jejích vizích sdělil Ježíš Kristus: bez utrpení a odříkání není možné dosáhnout Boží milosti a spasení.
Kromě modlitby a pokání zasvětila také svůj život oddané péči o chudé a nemocné, především o otroky a původní obyvatele. Cítila totiž nutnost nějak vykoupit hrůzné činy, které na domorodcích vykonali španělští kolonizátoři. Jelikož se jako žena nemohla vydat na misii přímo mezi indiány, musela své snažení soustředit na město Lima a jeho okolí. V domě po svém otci začala přijímat opuštěné děti a staré lidi, téměř výhradně indiánského původu. Stále si přivydělávala šitím, vyšíváním a pěstováním květin. Následný výtěžek ze svých výrobků pak vždy věnovala těm nejpotřebnějším.
Další významnou činností byla také snaha založit první klášter pro kontemplativní rád v Jižní Americe. Ještě za svého života sama vybrala místo, navrhla podobu budov i sehnala peníze. Klášter přijal první řeholnice šest let po její smrti. Kolem cely, ve které zemřela, vznikl druhý ženský klášter.

### Závěr života a smrt
Roku 1614 začalo její tělo následkem neustálého odříkání slábnout. Růženinu matku stav dcery natolik znepokojil, že ji přesvědčila, aby opustila svoji zahradní chýši a přestěhovala se do domu rodinných přátel – donny Marie de Ezategui a jejího manžela dona Gonzala de la Maza, který byl v Limě vládním úředníkem (jiné zdroje tvrdí, že se o ni starali manželé s z rodiny Gundisalviů). Tam, stále zahloubaná do svého duchovního světa a řady dalších mystických prožitků, prožila poslední tři roky svého života.
Zemřela v jednatřiceti letech 24. srpna 1617 po dlouhé nemoci. Některé zdroje hovoří o tom, že se při pečování o nemocné nakazila tuberkulózou, jiné, že její zdravotní potíže byly spíše psychosomatického rázu, navíc znásobené vyčerpáním ze silného odpírání. Byla pochována v Limě v dominikánském kostele Santo Domingo v kapli sv. Kateřiny Sienské, kterou vždy považovala za svůj velký vzor. U jejího hrobu se pak děly zázraky.

## Kult

### Kanonizace
Krátce po její smrti vyšel její životopis „Vita di Rosa di santa Maria“, který byl dominikánským řádem odeslán do Říma s prosbou o započetí kanonizačního procesu. Jelikož byla Růžena uctívána nejen v Jižní Americe, ale také v Evropě, stejný požadavek přišel v téže době i ze španělského dvora budoucího krále Karla II. a královny matky Mariany. Řízení bylo zahájeno za papeže Alexandra VII. Roku 1634.
Blahořečena byla roku 1668 papežem Klementem IX. a kanonizaci završil papež Klement X., který Růženu prohlásil roku 1671 za svatou. Svátek byl stanoven na 23. srpna. V breviáři byla nazvána „prvním květem svatosti v Jižní Americe“. Dnes je její tělo uctíváno v dominikánské bazilice Santo Rosario v Limě.

### Patronace
Sv. Růžena z Limy se díky svému jménu a pěstování květin stala patronkou zahradníků, květinářů a obchodníků s květinami. Jako první světice jihoamerického kontinentu je samozřejmě také ochránkyní těchto končin, zejména Peru a jeho hlavního města Limy, odkud Růžena pocházela. Často je však uctívána i v Indii nebo na Filipínách. Je pomocnicí při zraněních, při porodech a proti vyrážce, lidé se na ni obrací při rodinných sporech.

### Zobrazování a atributy
Již krátce po smrti Růženy začalo vznikat nepřeberné množství jejích obrazů. Téměř vždy bývá vyobrazena jako mladá žena v řádovém rouchu – terciářka dominikánského řádu, s věncem růží na hlavě a s dítětem Ježíšem. Často také drží kytici růží v náručí. Někdy mívá u nohou město Limu, které měla zachránit před zemětřesením. K jejím dalším atributům patří slavík, zajíc či kotva.